# Cynog Dafis
Cynog Glyndwr Dafis (Treboeth, Abertawe, 1 de febrer de 1938) és un polític gal·lès i membre del partit Plaid Cymru. Abans d'entrar a la política fou investigador i, durant 32 anys, professor d'escola (a Pontardawe, Castell Newydd Emlyn, Aberaeron i Llandysul).

## Educació
Diplomat (Bachelor in Arts (Hons.)) en anglès a la Universitat de Gal·les d'Aberystwyth, on també es llicencià.

## Carrera política
Fou membre del Parlament per la circumscripció de Ceredigion des del 1992 fins a l'any 2000, amb el suport d'una coalició de militants locals de Plaid Cymru i del partit d'Els Verds. Durant l'any 2000 decidí deixar de ser membre de l'Assemblea Nacional de Gal·les. Dos anys més tard, anuncià la seva sortida de l'Assemblea a les eleccions del 2003, malgrat la petició del líder del partit, Ieuan Wyn Jones, de no fer-ho. Poc després de les eleccions del 2003, anuncià la seva candidatura per al lideratge del partit, però la perdé contra Dafydd Iwan.